# Tumauini
Tumauini is een gemeente in de Filipijnse provincie Isabela in het noordoosten van het eiland Luzon. Bij de laatste census in 2007 had de gemeente ruim 55 duizend inwoners.

## Geografie

### Bestuurlijke indeling
Tumauini is onderverdeeld in de volgende 46 barangays:
| - Annafunan - Antagan I - Antagan II - Arcon - Balug - Banig - Bantug - Barangay District 1 - Barangay District 2 - Barangay District 3 - Barangay District 4 - Bayabo East - Caligayan - Camasi - Carpentero - Compania | - Cumabao - Fermeldy - Fugu Abajo - Fugu Norte - Fugu Sur - Lalauanan - Lanna - Lapogan - Lingaling - Liwanag - Malamag East - Malamag West - Maligaya - Minanga - Moldero | - Namnama - Paragu - Pilitan - San Mateo - San Pedro - San Vicente - Santa - Santa Catalina - Santa Visitacion - Santo Niño - Sinippil - Sisim Abajo - Sisim Alto - Tunggui - Ugad |

## Demografie
Tumauini had bij de census van 2007 een inwoneraantal van 55.041 mensen. Dit zijn 4.785 mensen (9,5%) meer dan bij de vorige census van 2000. De gemiddelde jaarlijkse groei komt daarmee uit op 1,26%, hetgeen lager is dan het landelijk jaarlijks gemiddelde over deze periode (2,04%). Vergeleken met de census van 1995 is het aantal mensen met 9.490 (20,8%) toegenomen.

De bevolkingsdichtheid van Tumauini was ten tijde van de laatste census, met 55.041 inwoners op 467,3 km², 117,8 mensen per km².